# Bestune M9
Bestune M9 – samochód osobowy typu minivan klasy wyższej produkowany pod chińską marką Bestune od 2023 roku.

## Historia i opis modelu

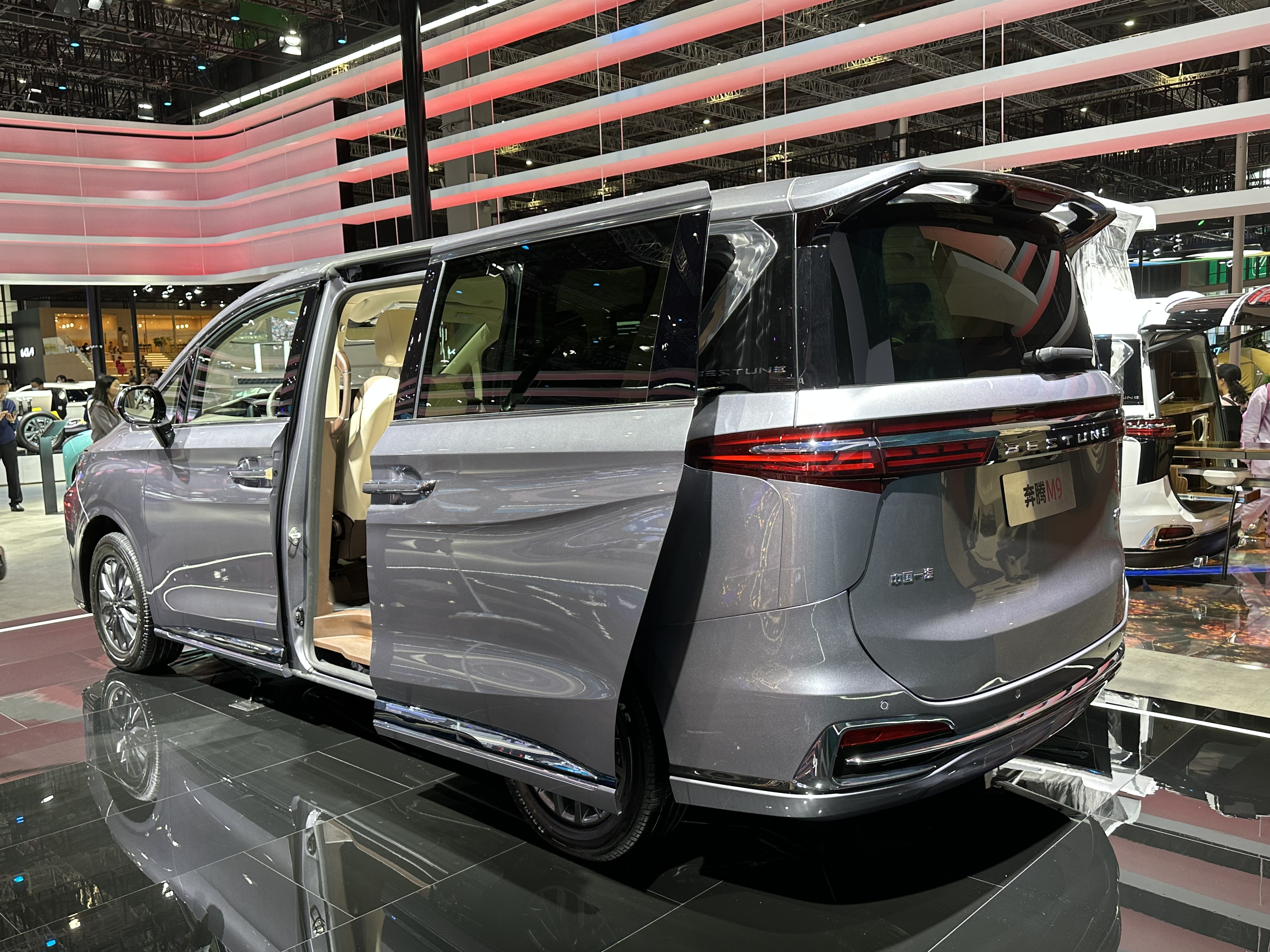
Bestune M9 - tył

W marcu 2023 chińska marka Bestune koncernu FAW Group przedstawiła tańszą alternatywę dla przedstawionego rok wcześniej luksusowego Hongqi HQ9, bratniej marki pozycjonowanej jako marka premium. Bestune M9 powstało jako bliźniaczy odpowiednik, różniąc się głównie inną stylizacją pasa przedniego o bardziej stonowanym charakterze. Samochód pozbawiono chromowanych ozdobników na rzecz prostszych form, na czele z wąskim pasem świetlnym zdobiącym tył i charakterystycznym przedłużeniem listwy w słupku D.
W przeciwieństwie do stylizacji zewnętrznej, kabina pasażerska w znacznie mniejszym stopniu odróżniła się od odpowiednika marki Hongqi. Producent ograniczył się do mniejszej ilości ozdobników z drewna, innego koła kierownicy oraz innej grafiki cyfrowych zegarów wraz z centralnym dotykowym ekranem systemu multimedialnego. Do napędu M9 wykorzystany został 2-litrowy, turbodoładowany silnik benzynowy o mocy 252 KM, współpracujący z 8-biegową automatyczną skrzynią biegów.

### Sprzedaż
Sprzedaż Bestune M9, która w przeciwieństwie do gamy SUV-ów chińskiej firmy ograniczona została do rodzimego rynku, rozpoczęła się w pierwszej połowie 2023 roku. Samochód wypozycjonowano na bogato obsadzonym rynku jako konkurencja głównie dla takich modeli jak Buick GL8 czy GAC Trumpchi M8.

### Silnik
- R4 2.0l Turbo 252 KM